# オークランドFC
オークランドFC（英語: Auckland Football Club）は、ニュージーランド・オークランドを本拠地とするサッカークラブである。隣国オーストラリアのAリーグに越境参加している。

## 歴史
2023年3月、Aリーグの次の参入クラブの本拠地がキャンベラとオークランドに決定した。同年10月にオークランドの新クラブの所有者としてビル・フォリーの名が上がり、翌月21日に認可された。
2024年3月14日に、オークランドFCとして参入する事とロゴ、ホームユニフォームが発表された。愛称はブラック・ナイツ（Black Knights）と決められた。ディレクターにテリー・マクフリン、監督にスティーブ・コリカを据える事も併せて発表された。選手の加入は5月から始まり、7月25日には酒井宏樹がクラブ初代メンバーの一員として加入する事が発表された。

## ロゴ
クラブカラーはエレクトリック・ブルーと黒である。ロゴにあしらわれたAの形はオークランド（Auckland）のAのみならず、北東沖のランギトト島やスカイタワーも象徴している。略称のAFCがロゴの中央にあり、下部は所有者を表している。

## 本拠地
初代の本拠地はマウント・スマート・スタジアムである。しかしこれはあくまでも仮の本拠地であり、スタジアム・ニュージーランドが完成するまでのことであると、所有者のフォリーは述べている。
練習場はニュージーランド・ウォリアーズとの兼ね合いもあってノース・ハーバー・スタジアムを利用する。このスタジアムは嘗てウェリントン・フェニックスFCも利用していた実績がある。

## ライバル
サポーター組織の名前はポート（Port）である。
同じくAリーグに参戦しているニュージーランドのクラブであるウェリントン・フェニックスFCがライバルに当たる。

## 歴代所属選手
- 酒井宏樹 2024-
- マイケル・ウッド 2024-
- ナンド・パイナケル 2024-
- トミー・スミス 2024-